# Saint-Torê
 (mai 2016).
Si vous disposez d'ouvrages ou d'articles de référence ou si vous connaissez des sites web de qualité traitant du thème abordé ici, merci de compléter l'article en donnant les références utiles à sa vérifiabilité et en les liant à la section « Notes et références ».
 (mai 2016).
La Saint-Torê (« Saint Taureau », en dialecte wallon liégeois) est une fête estudiantine se déroulant à Liège lors de la 3e semaine de mars. C'est la dernière guindaille de la période des « Saints » commencée par la Saint-Nicolas. 

## Historique
Dès son implantation aux Terrasses, la statue du Torê suscita des polémiques, en raison de son évocation trop franche des puissances de la nature. Heureux de pouvoir contempler en grand à Liège ce que les Bruxellois possèdent en tout petit, les étudiants de l'Alma Mater ne tardèrent pas à élever ce monument au rang de symbole. Les Terrasses devinrent le passage obligé des cortèges estudiantins, ce qui valut plus d’une fois au Torê d’être peinturluré ou affublé d’oripeaux hétéroclites.
En 1940, à l’instar de presque toutes les statues liégeoises, le Torê prend le maquis et séjourne durant cinq ans dans les caves de l’Académie des beaux-arts, emmuré en compagnie de la Vierge à l'Enfant de Jean Delcour, qui ne sembla pas s’offusquer d’un voisinage à ce point insolite. Les Liégeois le croyaient disparu à jamais dans les fonderies du Reich. C’est donc avec un enthousiasme indescriptible qu’ils saluèrent sa réapparition en juillet 1945.
Au retour d’une Saint-Verhaegen dont il avait pu mesurer l’anticléricalisme, André Fiévet, Président de la Commission Folklorique annexée à l’A.G., se jure de donner une leçon de tolérance aux camarades de l’ULB. Son projet : « montrer une sortie avec chars à laquelle pourraient participer tous les cercles, y compris les mouvements religieux et politiques ; seul le folklore estudiantin devait y trouver son profit ». Renouant avec l’usage du défilé de la Mi-Carême, le premier cortège de la Saint-Torê a lieu le 17 février 1949, dans le cadre du Congrès International de la Presse Universitaire.
De 1949 à 1966, la tradition est maintenue. Les cortèges se succèdent, adoptant au fil des années des thèmes très divers : Nous voulons une cité (1954), La flicaille à travers les âges (1956), Le rôle social de la liquette (1957), Le bourgeois, fléau social (1959), Les péchés capitaux (1962), etc. En 1960, le Torê fut intégralement peint en blanc et déguisé en vache, tandis que Djôzèf était travesti en fermière. La politisation croissante de la vie universitaire et le comportement inadmissible de certains devaient avoir raison de cette manifestation. Depuis longtemps, la guindaille avait fait place à la contestation, lorsque le bourgmestre Destenay porta le coup de grâce à la Saint-Torê, par l’interdiction du cortège de 1966. La fête ne fut plus dès lors célébrée que par quelques cercles, en circuit très fermés, il fallut attendre 1983 pour assister à la renaissance du cortège traditionnel. Depuis cette date, les festivités se sont étendues à trois jours pendant lesquels alternent diverses manifestations folkloriques.
En 2015, les gobelets jetables sont remplacés pour la première fois par des gobelets réutilisables, afin de réduire de 80 % le nombre de gobelets jetables utilisés sur la journée du mardi.

## Déroulement actuel

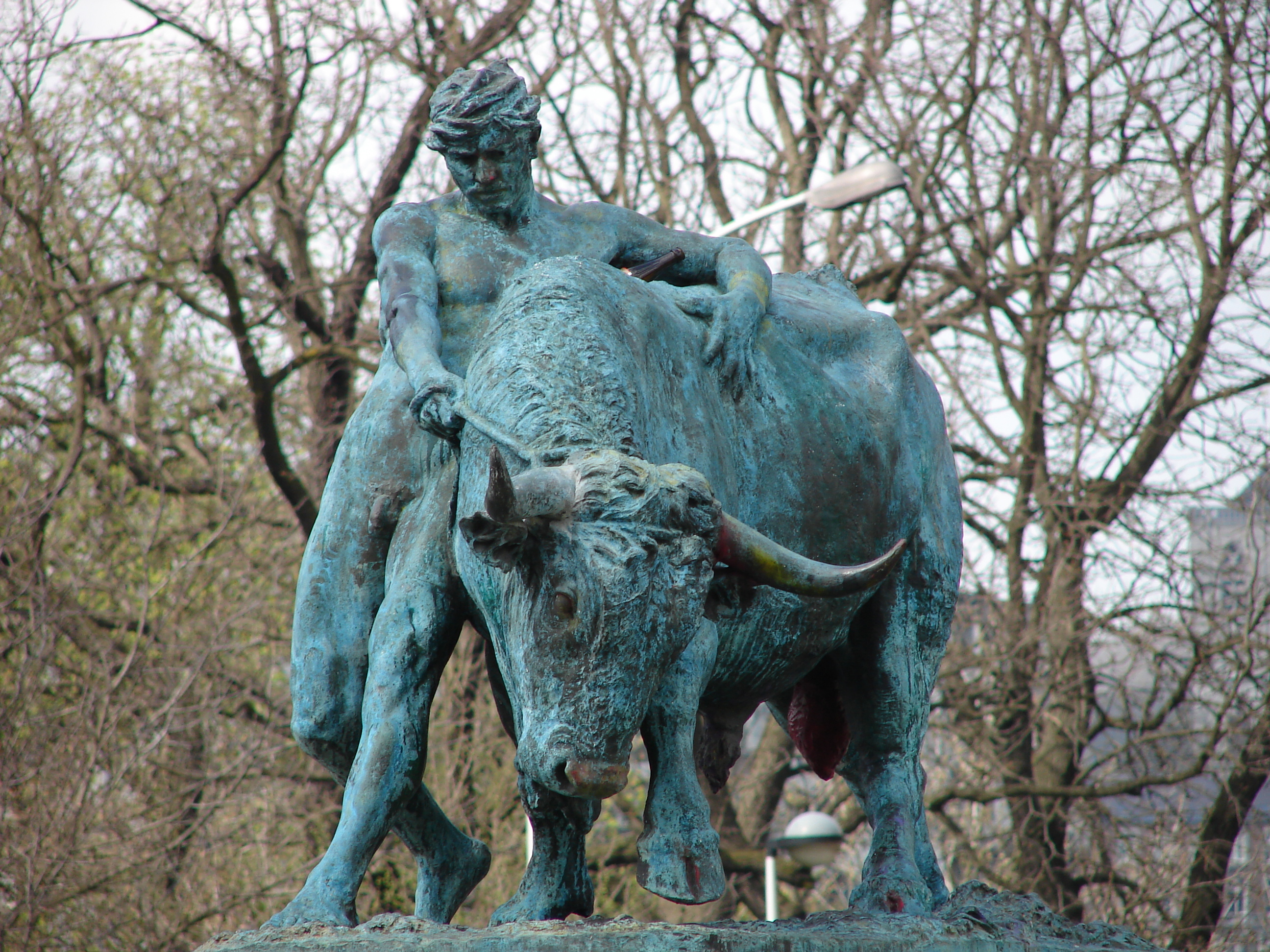
Le Torê (sculpteur Léon Mignon), célébré par les étudiants

La fête commence par une garden party organisée par l'école HEC, elle est suivie d'une soirée sous chapiteau, organisée le lundi.
Le mardi après-midi, le cortège des étudiants, rassemblant entre 10 et 15 000 étudiants ainsi que de nombreux chars, passe par différents hauts-lieux du folklore liégeois. Parti de la place du Vingt-Août, il rejoint la république libre d’Outremeuse pour y rendre hommage à Tchantchès avant de terminer en apogée devant la statue du Torê des Terrasses, œuvre de Léon Mignon datant du XIXe siècle (intitulée Le dompteur de taureau, elle représente un taureau plein de vigueur dompté par un homme nu qui fit scandale à l'époque). Le cortège se disperse après les chants des différents comités de baptême, non sans que l'actuelle présidente ou président de l'AGEL (association générale des étudiants liégeois) ait badigeonné avec de la peinture les parties mâles de la statue du Torê aux couleurs de son comité de baptême. Cette journée se termine également par une soirée sous chapiteau.
Enfin, le mercredi après-midi a lieu une compétition originale : les 4 heures trottinettes organisées par le CB Ingé (Comité de Baptême Ingénieur Civil).
Durant ces trois jours, le quartier de l'hyper-centre connu sous le nom du Carré se remplit d'étudiants qui font la fête jusqu'aux petites heures du matin.
À l'exception des 4 heures trottinettes et de la garden HEC, la Saint Torê est organisée par l'AGEL.